# Cumshewa Inlet
De Cumshewa Inlet, ook aangeduid met Cumchewas Harbour en Tooscondolth Sound, is een inham in het westen van Brits-Columbia in Canada.

## Geografie
De inham ligt aan de oostkust van Moresby Island in de eilandengroep Haida Gwaii. De inham wordt aan de noordzijde en westzijde begrensd door Moresby Island, in het zuiden door Louise Island. In het oosten mondt de inham uit in de Hecate Strait. In het zuidwesten sluit de Carmichael Passage op de inham aan.
Het waterlichaam ligt in de mariene ecoregio Noord-Amerikaans Pacifisch Fjordland.

## Geschiedenis
De naam voor de inham werd gegeven in de tijd van de maritieme bonthandel volgens een gewoonte waarbij kapiteins locaties noemden naar de belangrijkste lokale leider, in dit geval Cumshewa (of G'omshewah), die vanaf 1787 voorkomt in scheepslogboeken van maritieme bonthandel. In 1794 vermoordden Cumshewa en zijn volgelingen de bemanning van het Amerikaanse handelsschip Resolution in Cumshewa Inlet.
De inham was de locatie van verschillende Haida-dorpen, waaronder Cumshewa (bekend als Thlinul of Tlkinool in de Haida-taal), Tanu (New Clew) en Djí-gua. 